# Revit
Revit  é um software BIM para arquitetura, urbanismo, engenharia e design. Foi desenvolvido pela Charles River Software, empresa fundada em 1997 e renomeada Revit Technology Corporation em 2000, ano que foi lançada a primeira versão estável. Em 2002 a Autodesk adquire a empresa e o Revit passa a fazer parte do seu catálogo, onde permanece até hoje.
O software permite aos usuários projetar edifícios, estruturas e seus componentes em 3D e anotações no modelo com desenhos 2D. É possível acessar elementos e informações de construção a partir do banco de dados do modelo. O Revit possui ferramentas para planejar os vários estágios no ciclo de vida do edifício, desde o conceito até a construção e, posteriormente, manutenção e/ou demolição.

## História
Charles River Software foi fundado em Newton, Massachusetts, em 31 de outubro de 1997, por Leonid Raiz e Irwin Jungreis, principais desenvolvedores do software Pro / Engineer da PTC para design mecânico, com a intenção de levar o poder da modelagem paramétrica para a indústria de construção ( A PTC já tentou e não comercializou seu software Reflex adquirido recentemente para o setor de construção civil).
Com o financiamento de capitalistas de risco [Atlas Venture] e North Bridge Venture Partners, Raiz e Jungreis contrataram vários desenvolvedores de software e arquitetos e começaram a desenvolver o Revit em C++ na plataforma Microsoft Windows. Em 1999 contrataram Dave Lemont como CEO e recrutaram membros do conselho Jon Hirschtick, fundador do SolidWorks, e Arol Wolford, fundador do CMD Group.
Desde o início, o Revit tinha como objetivo  permitir que arquitetos e outros profissionais de construção criassem e documentassem um edifício criando um modelo paramétrico tridimensional que incluísse a geometria e as informações não geométricas de projeto e construção, que também é conhecida como Modelagem de Informação de Edifícios ou BIM (1975 Eastman C.). No momento, vários outros pacotes de software, como ArchiCAD e Reflex, permitiram trabalhar com um modelo de construção virtual tridimensional e permitiram que os componentes individuais fossem controlados por parâmetros (componentes paramétricos). Duas diferenças importantes no Revit foram que seus componentes paramétricos foram criados usando um "editor de família" gráfico, em vez de uma linguagem de programação, e todas as relações entre componentes, visualizações e anotações foram capturadas pelo modelo para que uma alteração em qualquer elemento se propagasse automaticamente para manter o modelo consistente. Por exemplo, mover uma parede atualizaria as paredes, os pisos e os telhados vizinhos, corrigir a colocação e os valores de dimensões e notas, ajustar as áreas do chão relatadas em horários, redesenhar vistas de seção, etc., para que o modelo permaneça conectado e Toda a documentação seria coordenada. O conceito de associatividade  bidirecional entre componentes, visualizações e anotações foi um recurso distintivo do Revit para muitos lançamentos. A facilidade de fazer mudanças inspirou o nome de Revit, uma contração de Revise-It. No coração do Revit, é um motor de propagação de mudanças paramétrico que dependia de uma nova tecnologia, parametria orientada por contexto, que era mais escalável do que os parâmetros paramétricos variados e historicamente usados no software CAD mecânico. A partir da versão 2017 o Revit incorporou a linguagem de programação Dynamo, conferindo a capacidade de criar modelos através do design generativo.

## Funcionamento
Revit é um arquivo de dados que pode ser partilhado entre vários usuários. Planos, seções, elevações e legendas, são todos interligados, e se um usuário faz uma mudança de um ponto de vista, os outros pontos de vista são atualizados automaticamente.
A base do edifício é traçada utilizando objetos 3D para criar paredes, pavimentos, tetos, estrutura, janelas, portas e outros objetos, conforme necessário. Geralmente, quando um componente do projeto vai ser visto em mais de um ponto de vista, ele será criado usando um objeto 3D. Os usuários podem criar seus próprios objetos 2D e 3D para modelagem e elaboração de projetos ou importá-los de uma outra plataforma CAD, exemplo DWG, DXF, DGN, SAT ou SKP.
Quando a base de dados de um projeto é partilhada, é criado um arquivo central que armazena a cópia original do projeto. Cada usuário trabalha com uma cópia do arquivo central (conhecido como arquivo local), armazenados na estação de trabalho do usuário. Cada usuário salva sua alteração no arquivo central. O Revit verifica no arquivo central sempre que um usuário começa a trabalhar em um objeto do banco de dados para ver se outro usuário está editando o mesmo objeto. Este procedimento evita duas pessoas de fazerem a mesma alteração simultaneamente e evita conflitos.
O Revit utiliza a extensão RVT para armazenar seus arquivos. Os componentes paramétricos, também chamados de famílias, são guardados no formato RFA. Eles oferecem um sistema gráfico, aberto para a concepção do projeto e realização da forma, bem como a oportunidade de expressar a intenção do desenho em níveis crescentes, detalhadamente. Você pode usar os componentes paramétricos para as montagens mais elaboradas, sem a necessidade de linguagem de programação ou código.

## Versões do Revit
A versão LT é mais econômica e indicado para profissionais da arquitetura. A versão Revit (full) inclui operações e funcionalidades adicionais, como o compartilhamento de trabalho, análise e renderização no produto. A versão educacional é gratuita e as licenças duram até 3 anos por software da Autodesk.
- Full: R$ 11.103,00/ano (Impostos inclusos)
- LT: R$ 2.054,00/ano (Impostos inclusos)

Os valores apresentados aqui foram retirados no 1º semestre de 2023.  